# Peso colombiano
El peso colombiano es la moneda de curso legal de Colombia. Localmente se usa el signo peso. Su circulación es controlada por el Banco de la República. Se creó en el año 1810 como reemplazo del Real utilizado durante la época colonial. Se da formalidad al uso del peso en territorio colombiano en el año 1857, mediante la Ley del 30 de junio de ese mismo año, la cual declara que la unidad monetaria sería el peso, moneda de plata de veinticinco gramos a la ley de 0,900, dividido en cien centavos y autorizó la acuñación del Cóndor, moneda de oro de diez pesos, con dieciséis gramos ciento veintinueve miligramos de peso, a la ley de 0,900. El código ISO 4217 para esta moneda es COP.

## Historia

### Reemplazo del real

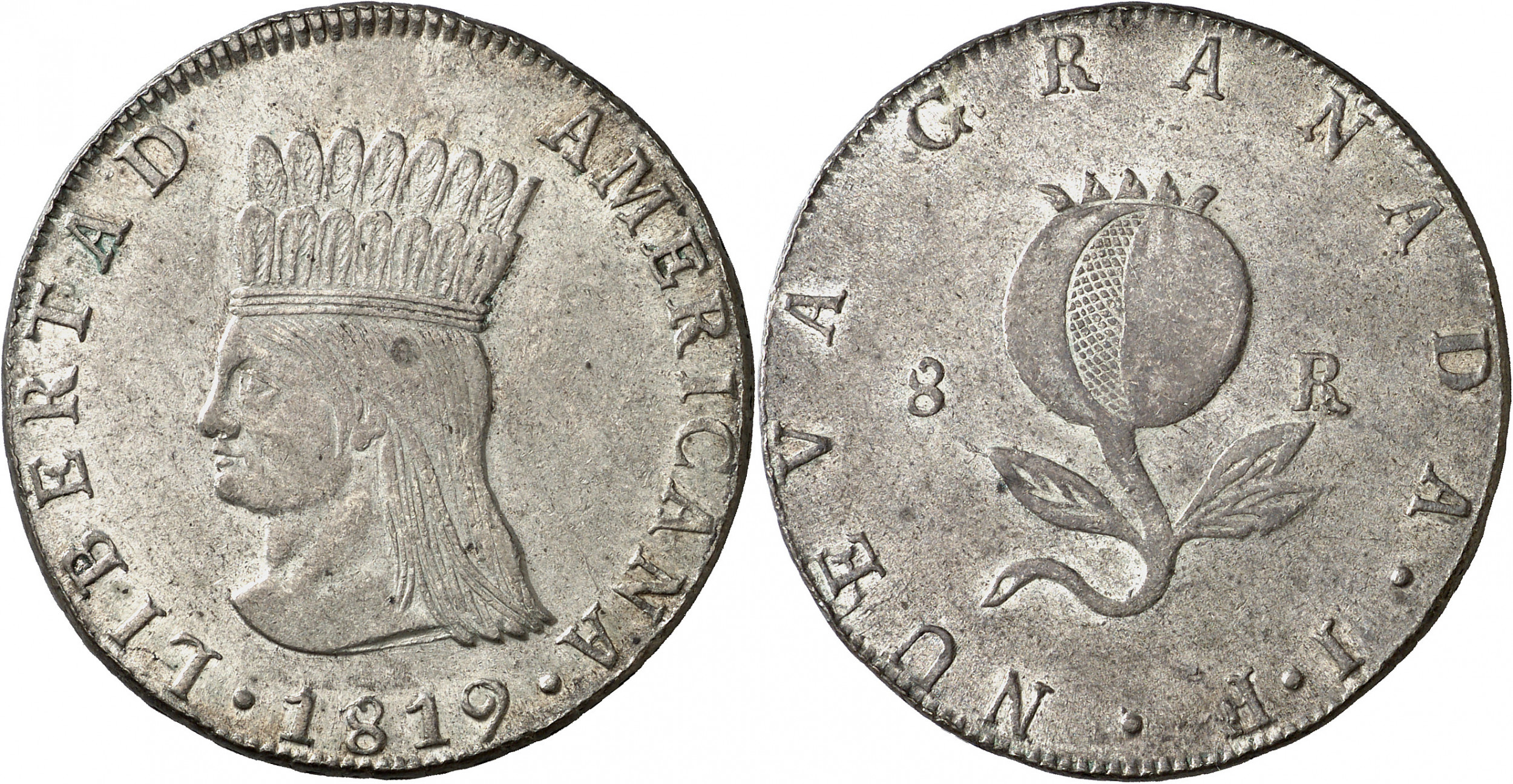
Primera moneda patria,
8 reales de 1819.

Hasta 1820, se utilizó el Real español, algunos de los cuales se acuñaron en Bogotá y Popayán. Después de 1820, se hicieron las emisiones específicamente para Colombia como nueva República. En 1837, el peso reemplazó al Real colombiano a una tasa de cambio de 1 peso = 8 reales, estando dividido inicialmente en 8 reales. En 1847, la República de la Nueva Granada decimalizó su moneda, dividiendo el peso en 10 reales, cada uno de los cuales se dividía en 10 décimos de reales. El real fue renombrado décimo en 1853, aunque las últimas monedas de real fueron acuñadas en 1880.
El sistema actual de 100 centavos para el peso se utilizó por primera vez en 1819 apareciendo en los billetes, pero no reaparece hasta principios de 1860 sobre los billetes y no se utilizó en la moneda hasta el año de 1872.

### Uso del Patrón Oro

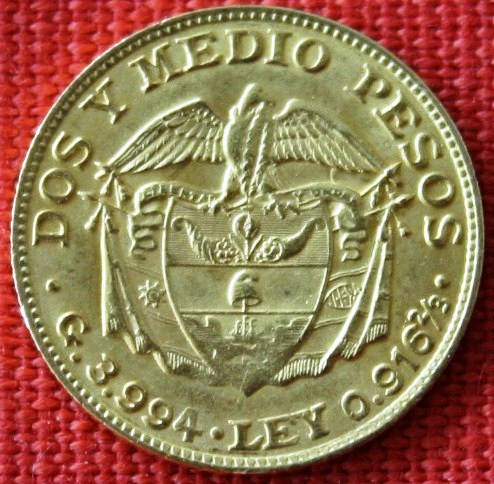
Moneda de Oro fino de 1919.

En 1871, los Estados Unidos de Colombia adoptó el patrón oro, ligando el peso al franco francés en una tasa de cambio de 1 peso = 5 francos. Esta tasa solo se mantuvo hasta 1886, con el nacimiento de la República de Colombia. En 1880, el presidente Rafael Núñez crea el Banco Nacional de los Estados Unidos de Colombia, el cual tenía entre sus múltiples funciones la de imprimir el papel moneda, que fue denominado como peso moneda corriente, que a partir de 1888 sufrió una acelerada inflación. Para solucionar esta situación el gobierno de José Manuel Marroquín establece en 1903 la Junta de Amortización, que debe convertir todo el papel moneda circulante en oro, a una tasa de conversión de 100 pesos papel moneda = 1 peso oro. Luego, bajo el gobierno del general Rafael Reyes se creó el Banco Central, el cual continuó con muchas de las funciones de la Junta de Amortización y estableció una tasa de cambio fija respecto a la libra esterlina, según la cual 5 pesos equivalían a 1 libra.
También durante el gobierno de Rafael Reyes Prieto se crea una amplia controversia acerca del funcionamiento del Banco Central, lo que lleva al gobierno a cancelar su contrato con el Banco Central y expedir la Ley 69 de 1909, según la cual se crea la Junta de Conversión, encargada de retomar el trabajo dejado por la ya extinta Junta de Amortización. Durante este periodo el papel moneda comienza a imprimirse con valores nominales expresados en pesos oro.

### Fin del Patrón Oro

Tasa de cambio representativa del mercado (TRM) del peso colombiano frente al dólar desde 1991.

Luego de la Primera Guerra Mundial el país sufre algunos problemas monetarios, que llevaron a que el presidente Pedro Nel Ospina solicitara en 1922 a los Estados Unidos la asesoría de especialistas en materia económica, los cuales emprendieron una misión conocida como la misión Kemmerer, liderada por Edwin Walter Kemmerer, bajo cuyas recomendaciones se crea en 1923 el actual emisor: el Banco de la República.
En 1931, cuando el Reino Unido abandonó el patrón oro, Colombia cambió su vinculación al dólar estadounidense, a razón de 1,05 pesos = 1 dólar, una leve devaluación de su anterior vinculación. La convertibilidad del peso colombiano por oro termina ese mismo año, por culpa del decreto 1638 de 1931. La vinculación hacía el dólar existió hasta 1949, cuando la inflación acabó con esta tasa de cambio.
A pesar de lo anterior los billetes emitidos por el Banco de la República continuaron llevando sus denominaciones en pesos oro hasta 1993, cuando una demanda interpuesta por el exsenador Pablo Victoria ante el Consejo de Estado hizo que la palabra «oro» y el término «pagará al portador» fueran eliminados de los billetes.

## Monedas

### Historia
Actualmente circulan monedas de $50, $100, $200, $500 y $1000 pesos. Entre 1996 y 2002 estuvo en circulación activa la primera acuñación de una moneda de $1000, la cual perdió popularidad debido a su falsificación masiva. Se dejó de acuñarlas y fueron reemplazadas por la emisión de un billete de 1000 pesos. Aunque esta moneda aún no ha salido de circulación, y aún conserva su valor cambiario, era muy difícil encontrarla en circulación corriente hasta la introducción de un nuevo tiraje de monedas acuñadas por el Banco de la República, puesta al público a partir del segundo semestre de 2012.
En 1998, en conmemoración de los 50 años de la OEA, el Banco de la República puso en circulación una edición especial de 5000 monedas únicas de $5000. Pero por su presentación en un estuche, su alto valor facial y la baja acuñación, estas monedas prácticamente no circularon.
En 2006, se rediseñó la moneda de $20 que estaba saliendo de circulación para menguar la costumbre de redondear los precios a la siguiente denominación ($50). Aun así, la moneda es utilizada regularmente solo por almacenes de cadena.
Posteriormente, en 2007, se cambió la composición de las monedas de $50 de alpaca a acero revestido de níquel, por los gastos que representaba su producción. Luego en 2008, la composición de las monedas de $50 retornó a ser de alpaca.
El 9 de febrero de 2009, el Banco de la República anunció que dejaría de acuñar las monedas de 5, 10 y 20 pesos, debido a su baja circulación, aunque podrán seguir circulando entre el público «hasta agotar existencias».
En un principio, desde 1996, se propuso cambiar el diseño de las monedas en circulación. El 13 de junio de 2012, entró en circulación, junto con los diseños anteriores, la nueva serie de monedas con diseños de la fauna y flora propias del país. Las monedas de 50, 100, 200, 500 pesos y la nueva moneda de 1000 pesos están hechas de aleaciones diferentes, siendo dos de ellas bimetálicas (500 y 1000 pesos). Según el gerente del Banco de la República, José Darío Uribe, estas medidas buscan disminuir los costos de producción de estas denominaciones. Las caras de las nuevas monedas evocan la biodiversidad, a través de plantas y animales silvestres colombianos como el oso de anteojos (50 pesos), el reconocido frailejón (100 pesos), la guacamaya bandera (200 pesos), la rana de cristal (500 pesos) y la tortuga caguama (1000 pesos) y fueron elaboradas con la participación de Johana Calle y José Antonio Suárez. El concepto transversal de las monedas es la biodiversidad y el cuidado de agua, y es explícita la intención por las inscripciones en la moneda de 1000 pesos: cuidar el agua en el reverso y agua en el anverso; así como implícita en el resto de las monedas, pues las ondas que aparecen en los marcos de todas las denominaciones hacen alusión al agua.

### Descripción

#### En circulación
| Monedas colombianas en circulación (A partir de 2012) |                 |                 |                 |                 |                 |                                                  |                                                               |                                                                               |
| Valor                                                 | Características | Características | Características | Características | Características | Características                                  | Descripción                                                   | Descripción                                                                   |
| Valor                                                 | Anverso         | Reverso         | Diámetro        | Espesor         | Peso            | Composición                                      | Anverso                                                       | Reverso                                                                       |
| $50                                                   |                 |                 | 17 mm           | 1.17 mm         | 2 g             | Acero, níquel                                    | El oso de anteojos, su nombre común y su nombre científico.   | Valor, bordeado con las palabras República de Colombia y el año de acuñación. |
| $100                                                  |                 |                 | 20.3 mm         | 1.35 mm         | 3.34 g          | Acero, latón                                     | El frailejón, su nombre común y su nombre científico.         | Valor, bordeado con las palabras República de Colombia y el año de acuñación. |
| $200                                                  |                 |                 | 22.4 mm         | 2.1 mm          | 4.61 g          | Alpaca                                           | La guacamaya bandera, su nombre común y su nombre científico. | Valor, bordeado con las palabras República de Colombia y el año de acuñación. |
| $500                                                  |                 |                 | 23.7 mm         | 2.1 mm          | 7.14 g          | Corona: Alpaca. Núcleo: 92 % Cu, 6 % Al, 2 % Ni. | La rana de cristal, su nombre común y su nombre científico.   | Valor, bordeado con las palabras República de Colombia y el año de acuñación. |
| $1000                                                 |                 |                 | 26.7 mm         | 2.2 mm          | 9.95 g          | Corona: Alpaca amarilla. Núcleo: Alpaca blanca.  | La tortuga caguama, su nombre común y su nombre científico.   | Valor, bordeado con las palabras República de Colombia y el año de acuñación. |

Datos de espesor tienen rangos de variabilidad (+/-) 0.10 mm

#### En circulación permanente
| Monedas colombianas en circulación (De forma permanente) |                 |                 |                 |                 |                 |                                                                     |                    | |                          |
| Valor                                                    | Características | Características | Características | Características | Características | Composición                                                         | Descripción        | Descripción | Descripción              |
| Valor                                                    | Anverso         | Reverso         | Diámetro        | Espesor         | Peso            | Composición                                                         | Años de producción | Anverso | Reverso                  |
| $50                                                      |                 |                 | 21 mm           | 1.3 mm          | 4 g             | 65 % cobre, 20 % zinc, 15 % níquel                                  | 1989-2012          | Escudo de armas de Colombia bordeado con las palabras República de Colombia y el año de acuñación                                                                               | Valor                    |
| $100                                                     |                 |                 | 23 mm           | 1.5 mm          | 5.31 g          | 92 % cobre, 6 %, aluminio 2 % níquel                                | 1992-2012          | Escudo de armas de Colombia bordeado con las palabras República de Colombia y el año de acuñación                                                                               | Valor                    |
| $200                                                     |                 |                 | 24.4 mm         | 1.7 mm          | 7.1 g           | 65 % cobre, 20 % zinc, 15 % níquel                                  | 1994-2012          | Figura precolombina de las culturas quimbayas | Valor y año de acuñación |
| $500                                                     |                 |                 | 23.5 mm         | 2 mm            | 7.4 g           | Corona: 65 % Cu, 20 % Zn, 15 % Ni. Núcleo: 92 % Cu, 6 % Al, 2 % Ni. | 1993-2012          | El árbol (samán) de Guacarí, en reconocimiento de los esfuerzos de la gente del municipio de Guacarí, Valle del Cauca, para preservar el medio ambiente y proteger la ecología. | Valor y año de acuñación |

#### Retiradas
| Monedas colombianas retiradas |                 |                 |                 |                 |                 |                                      | |                          |
| Valor                         | Características | Características | Características | Características | Características | Características                      | Descripción | Descripción              |
| Valor                         | Anverso         | Reverso         | Diámetro        | Espesor         | Peso            | Composición                          | Anverso | Reverso                  |
| $20                           |                 |                 | 17 mm           | 1 mm            | 2 g             | 65 % cobre, 20 % zinc, 15 % níquel   | El rostro del Libertador Simón Bolívar con el nombre en la esquina inferior derecha, bordeado con las palabras República de Colombia y el año de acuñación | Valor                    |
| $1000                         |                 |                 | 21.67 mm        | 2.76 mm         | 7.3 g           | 92 % cobre, 6 % aluminio, 2 % níquel | Figura precolombina de la cultura zenú | Valor y año de acuñación |

#### Conmemorativas
| Monedas colombianas conmemorativas |          |                 |                 |                 |                                                     | | |
| Título | Valor    | Características | Características | Características | Características                                     | Descripción | Descripción |
| Título | Valor    | Diámetro        | Espesor         | Peso            | Composición                                         | Anverso | Reverso |
| En circulación |          |                 |                 |                 |                                                     | | |
| Moneda en conmemoración de El aniversario del quinto centenario de Santa Marta. | $20.000  | 35 mm           | 5 mm            | 21.75 g         | 65 % cobre, 20 % zinc, 15 % níquel                  | Figura de la casa de aduana en Santa Marta de 1730. | Dibujo representativo del pectoral de la sierra nevada de Santa Marta, Valor y año de acuñación; Además incluye una cenafa con patrón geométrico con su respectivo sistema de seguridad. |
| Retiradas |          |                 |                 |                 |                                                     | | |
| Moneda heptagonal en conmemoración del Carriel antioqueño. | $20.000  | 35 mm           | 3 mm            | 21.75 g         | 65 % cobre, 20 % zinc, 15 % níquel                  | Figura de un carriel que normalmente son hechos de cuero y la frase "Carriel antioqueño". | Imagen de un campesino de espaldas con un sombrero y al fondo las montañas de Jericó, Valor y año de acuñación; Además incluye una cenafa de líneas paralelas con su respectivo sistema de seguridad. |
| Moneda dorada en conmemoración del aniversario del Banco de la República. | $20.000  | 32 mm           | 3 mm            | 18.34 g         | 75 % cobre, 20 % zinc, 5 % níquel                   | Figura de una mujer que representa a la República originalmente adoptada por Francia en 1792. | Leyenda de la conmemoración del aniversario de la fundación del Banco de la República, Valor y año de acuñación; Además incluye el mapa de Colombia con su respectivo sistema de seguridad. |
| Moneda de color negra de 10 000 pesos, acuñada con ocasión del bicentenario de la batalla naval del lago de Maracaibo y Declaratoria del 24 de julio como día de la Armada de Colombia | $10 000  | 35 mm           | 2.2 mm          | 21.75 g         | Aleación: - Cobre: 65 % - Níquel: 15 % - Zinc: 20 % | El anverso de la moneda muestra la imagen del Almirante José Padilla López, quien el 24 de julio de 1823 derrotó a la Real Marina Española en la batalla del lago de Maracaibo, con lo cual se consolidó la independencia de Colombia. A su izquierda figura el texto “ALMIRANTE JOSÉ PADILLA LÓPEZ” y la frase “Morir o ser libres”. | El reverso presenta la imagen del escudo de la Armada de la República de Colombia, que contiene tres franjas iguales, dentro de las cuales se encuentran los emblemas del escudo nacional de Colombia, a saber, dos cornucopias y una granada, el gorro frigio y la imagen de los dos océanos de Colombia. |
| Moneda de color plata de 10 000 pesos, acuñada con ocasión del Bicentenario del sacrificio de la heroína nacional Policarpa Salavarrieta                                               | $10 000  | 35 mm           | 2.2 mm          | 21.75 g         | Aleación: - Cobre: 75 % - Níquel: 25 %              | El anverso de la moneda muestra la imagen de Policarpa Salavarrieta, basada en un retrato de 1855 del pintor José María Espinosa. Conocida como “La Pola”, es la heroína más popular de la Independencia de Colombia. Nació hacia 1795 y fue fusilada en Bogotá el 14 de noviembre de 1817 por conspirar y espiar en favor de los patriotas de los llanos de Casanare, en plena época de la reconquista española. También se incluye la leyenda “POLICARPA SALAVARRIETA” y “200 AÑOS DEL SACRIFICIO DE LA HEROÍNA”. | El reverso presenta la casa donde vivió Policarpa Salavarrieta en la población de Guaduas, Cundinamarca. Está situada a poco más de una cuadra del parque principal y su construcción, de una sola planta, con muros de bahareque y techo de palma, es testimonio de la vida cotidiana de una familia de mediana riqueza en su época. |
| Moneda de color plata de 10 000 pesos, acuñada con ocasión del Bicentenario de la Batalla de Boyacá                                                                                    | $10 000  | 35 mm           | N/A             | 21.75 g         | Aleación: - Cobre: 75 % - Níquel: 25 %              | Contiene la figura de una mujer indígena que representa la libertad y con un tocado de plumas que representa a América. Lleva como texto "Libertad Americana", junto con el año de acuñación original. | Contiene la imagen de la granada, con que nombra el primer nombre del país "Nueva Granada", y la acompañada con la frase "República de Colombia". |
| Moneda de oro de 1500 pesos oro, acuñada con ocasión del cincuentenario del Banco de la República                                                                                      | $1500    | 21,59 mm        | N/A             | 19.1 g          | Oro Ley 0900                                        | Recipiente Quimbaya (poporo), los años 1939 y 1973, y las palabras Museo del Oro y Banco de la República. | Valor, bordeado con las palabras República de Colombia, las letras MIL QUINIENTOS PESOS ORO y Ley 0900. |
| Moneda de color plata de 10 000 pesos, acuñada con ocasión del centenario de la Fuerza Aérea Colombiana                                                                                | $10 000  | 35 mm           | N/A             | 21.75 g         | Aleación: - Cobre: 75 % - Níquel: 25 %              | El anverso presentará la imagen y el nombre del primer avión de entrenamiento de la Fuerza Aérea Colombiana "Caudron G3 Primer avión de la FAC", y la cucarda1 de la FAC en la parte inferior; lo anterior rodeado por una gráfila elaborada por puntos. En la zona externa se incorpora de forma concéntrica la leyenda "FUERZA AÉREA COLOMBIANA" y los años "1919" y "2019" a la izquierda y derecha de la cucarda.                                                                                               | El reverso incluirá en la zona superior y de forma concéntrica la leyenda "REPÚBLICA DE COLOMBIA"; En la zona central se incluye el escudo de la FAC, el año de autorización de la acuñación "2019" y una imagen latente que, dependiendo del ángulo desde el cual se le mire, reflejará las iniciales "BR", o, el número arábigo "10". Abajo, el valor nominal de la moneda en números arábigos y el texto "PESOS". Debajo del marco liso se incluirá una gráfila constituida por puntos. |
| Moneda conmemorativa del bicentenario de la independencia de Cundinamarca | $5000    | N/A             | 2,70 mm         | 21,75 g         | Aleación: - Cobre 75 % - Níquel 25 %                | La moneda exalta la imagen de Antonio Nariño con los textos “Bicentenario de la Independencia de Cundinamarca-1813-” y “El triunfo de las ideas”, que corresponde al mensaje usado por la gobernación de Cundinamarca como lema de los actos de conmemoración del bicentenario.. | Presenta la imagen del actual escudo de Cundinamarca, uno de los símbolos oficiales más representativos de este departamento, incluyendo el texto “República de Colombia”, el valor facial de la moneda y el año de emisión. |
| Moneda de la Santa Madre Laura Montoya Upegui | $5000    | 26,5 mm         | N/A             | 21,75 g         | Aleación: - Cobre 75 % - Níquel 25 %                | Imagen de la primera santa colombiana Santa Laura Montoya, diseñada a partir de la fotografía exhibida en la Ciudad del Vaticano el día de su canonización (12 de mayo de 2013), el texto SANTA MADRE LAURA MONTOYA UPEGUI y los años 1874 - 1949. | Catedral Nuestra Señora de las Mercedes de Jericó, Antioquia, bordeado con las palabras República de Colombia, el año de acuñación y el nombre de CATEDRAL DE JERICÓ, ANTIOQUIA. |
| Moneda de oro conmemorativa del primer centenario del natalicio de Mariano Ospina Pérez                                                                                                | $100.000 | N/A             | N/A             | 15,5 g          | Aleación: - Oro                                     | Imagen del Doctor Mariano Ospina Pérez con las fechas 1891-1991 con la frase "Centenario de su Nacimiento" | En el Reverso se encuentra plasmado dos ramas en la parte inferior apuntando a cada dirección, el texto en la parte superior: "100.000 pesos, 1/4 onza oro fino, Ley 0.900" y otro texto en el centro de la misma que dice: "Para la democracia colombiana vale mas un presidente muerto que un presidente fugitivo. 9 de abril, 1948". |
| Moneda de oro conmemorativa del primer centenario del natalicio de Mariano Ospina Pérez                                                                                                | $50.000  | N/A             | N/A             | 7,7 g           | Aleación: - Oro                                     | Imagen del Doctor Mariano Ospina Pérez con las fechas 1891-1991 con la frase "Centenario de su Nacimiento" | En el Reverso se encuentra plasmado dos ramas en la parte inferior apuntando a cada dirección, el texto en la parte superior: "50.000 pesos, 1/4 onza oro fino, Ley 0.900" y otro texto en el centro de la misma que dice: "Para la democracia colombiana vale mas un presidente muerto que un presidente fugitivo. 9 de abril, 1948". |
| Moneda de plata conmemorativa del Quinto centenario del descubrimiento de América | $10.000  | 40 mm           | N/A             | 27 g            | Aleación: - Plata                                   | Como característica común, en cada monedas de la colección, figura el escudo de armas del país emisor de Colombia, rodeado de los 13 escudos del resto de naciones participantes en esta serie conmemorativa. Además del texto "Republica de Colombia 10.000 pesos 1991" | En el reverso se encuentra la frase por el contorno superior "Encuentro de dos mundos", en el centro se encuentra la imagen de la Casa de la Moneda, con el texto: "Casa de moneda, Santa Fe - Bogotá, 1620" y por último en la parte inferior se encuentran las fechas 1492 - 1992. |

## Billetes

### Historia
La previsión original del Banco de la República de Colombia era abrir sus puertas en 1924, pero la quiebra del Banco López le obligó a abrir sus puertas seis meses antes, razón por la cual se vio obligado a tomar billetes de la Casa de Moneda de Medellín en denominaciones 2 y 1/2, 5, 10 y 20 pesos, resellándolos con el texto "Banco de la República - Billete Provisional". De estos billetes resellados, se conocen varios ejemplares de 2 y 1/2, 5, y 10 pesos, algunos muy bien conservados, pero cabe anotar que del billete de 20 pesos, solo hay un ejemplar conocido con resello, en un lamentable estado de conservación 3 (en una escala de 1 a 10), o para el sistema estadounidense un Fair. Poco tiempo después, ese mismo año, llegaron al país los billetes originalmente encargados por el Banco.
El 16 y 17 de octubre de 1994 en Valledupar un grupo de delincuentes organizados sustrajeron de la oficina del Banco de la República de dicha ciudad la suma de $ 24 075 millones de pesos, entre billetes «sin circular» de $2000, $5000 y $10 000, que en ese entonces eran los de mayor denominación. El banco tenía conocimiento de los números de serie de esos billetes, por lo que expidió una lista de los rangos de series de los billetes robados, los cuales pasaron a no tener ningún valor. La sociedad colombiana vivió días de zozobra en las transacciones en efectivo, puesto que los billetes se distribuyeron por todo el país en aras de camuflarlo entre los billetes legales. Durante varias semanas las personas revisaban uno por uno los billetes que les entregaban para evitar recibir un billete «vallenato» como se comenzaron a conocer las series de los billetes hurtados.
Posteriormente el Banco de la República para menguar el caos generado por el robo, cambió el diseño de los billetes de $2000, $5000 y $10 000 por unos con diseños y medidas de seguridad diferentes, y que aún hoy en día circulan paralelamente al nuevo cono; hasta agotar su vida útil, y comenzó a recoger todos los billetes (robados y no robados del cono anterior) para acelerar el cambio.
El 12 de noviembre de 1996 salió en circulación la moneda de $1000; en sustitución del billete de la misma denominación (azul, con la cara de Simón Bolívar). Esta moneda fracasó no solo porque fue ampliamente falsificada, sino porque su diseño era visualmente idéntico al de la moneda de $100, a excepción de la denominación y tamaño ligeramente más pequeño. Finalmente el Banco de la República recogió las monedas y diseñó el actual billete de $1000 con el tema de Jorge Eliécer Gaitán.
Hasta 2006, todos los billetes colombianos, sin importar su denominación, tenían la misma medida (140x70 mm). El 17 de noviembre del mismo año, el Banco de la República sacó a circulación los nuevos diseños de los billetes de $1000 y $2000 (los billetes de menor denominación). Estos billetes tienen el mismo diseño e idénticas características generales y dispositivos de seguridad que los de la edición anterior, únicamente cambia el tamaño, a 130x65 mm.
En 2015 mediante un anuncio en medios de prensa, el emisor anunció de forma oficial que, para el primer trimestre de 2016; saldría a circulación un billete de 100 000 pesos, el de mayor denominación en la historia colombiana, el cual sería decorado con el busto del expresidente del Frente Nacional, Carlos Lleras Restrepo, como parte de la nueva familia de billetes que circularán simultáneamente con los billetes actuales. Esta nueva familia también está compuesta por billetes de todas las denominaciones anteriores exceptuando el de 1000 pesos, que viene siendo reemplazado por la segunda moneda bimetálica colombiana de la misma denominación puesta en circulación en 2012.

### Descripción

#### En circulación
| Billetes colombianos en circulación (A partir de 2016) |             |                 |                 |                         |                                             |                                                                  |                      |                         |          |
| Valor                                                  | Dimensiones | Color principal | Color principal | Descripción             | Descripción                                 | Descripción                                                      | Fecha de             | Fecha de                | Fecha de |
| Valor                                                  | Dimensiones | Color principal | Color principal | Anverso                 | Reverso                                     | Marca de agua                                                    | Impresión            | Lanzamiento             |          |
| 2000 pesos                                             | 128 × 66 mm |                 | Azul            | Débora Arango           | Río de Caño Cristales                       | El rostro de la pintora Débora Arango y número 2                 | 19 de agosto de 2015 | 29 de noviembre de 2016 |          |
| 5000 pesos                                             | 133 × 66 mm |                 | Café            | José Asunción Silva     | Páramos colombianos                         | El rostro del poeta José Asunción Silva y número 5               | 19 de agosto de 2015 | 9 de noviembre de 2016  |          |
| 10 000 pesos                                           | 138 × 66 mm |                 | Rojo            | Virginia Gutiérrez      | Amazonia colombiana                         | El rostro de la antropóloga Virginia Gutiérrez y número 10       | 19 de agosto de 2015 | 7 de diciembre de 2016  |          |
| 20 000 pesos                                           | 143 × 66 mm |                 | Naranja         | Alfonso López Michelsen | Canales de La Mojana y Sombrero vueltiao    | El rostro del presidente Alfonso López Michelsen y número 20     | 19 de agosto de 2015 | 30 de junio de 2016     |          |
| 50 000 pesos                                           | 148 × 66 mm |                 | Violeta         | Gabriel García Márquez  | Ciudad Perdida de la Sierra Nevada          | El rostro del premio Nobel Gabriel García Márquez y el número 50 | 19 de agosto de 2015 | 19 de agosto de 2016    |          |
| 100 000 pesos                                          | 153 × 66 mm |                 | Verde claro     | Carlos Lleras Restrepo  | Valle de Cocora y Palma de Cera del Quindío | El rostro del presidente Carlos Lleras Restrepo y número 100.    | 8 de agosto de 2014  | 31 de marzo de 2016     |          |

#### Retirados
| Billetes colombianos fuera de circulación (Oficialmente retirados) |             |                 |                  |                              |                                                                                                 |                              |                        |                          |          |
| Valor                                                              | Dimensiones | Color principal | Color principal  | Descripción                  | Descripción                                                                                     | Descripción                  | Fecha de               | Fecha de                 | Fecha de |
| Valor                                                              | Dimensiones | Color principal | Color principal  | Anverso                      | Reverso                                                                                         | Marca de agua                | Impresión              | Lanzamiento              |          |
| 1000 pesos                                                         | 130 × 65 mm |                 | Naranja          | Jorge Eliécer Gaitán         | Busto de Jorge Eliécer Gaitán, su firma y cita                                                  | Jorge Eliécer Gaitán         | 1 de noviembre de 2005 | 17 de noviembre de 2005  |          |
| 2000 pesos                                                         | 130 × 65 mm |                 | Verde y beige    | Francisco de Paula Santander | Casa de la Moneda, Bogotá                                                                       | Francisco de Paula Santander | 7 de marzo de 2005     | 17 de noviembre de 2006  |          |
| 5000 pesos                                                         | 140 × 70 mm |                 | Verde            | José Asunción Silva          | Paisaje con la hermana de José A. Silva y fragmento del poema «Nocturno III» inspirado en ella. | José Asunción Silva          | 1 de marzo de 1995     | 22 de septiembre de 1995 |          |
| 10 000 pesos                                                       | 140 × 70 mm |                 | Marrón rojizo    | Policarpa Salavarrieta       | Plaza de Guaduas                                                                                | Policarpa Salavarrieta       | 1 de marzo de 1995     | 30 de noviembre de 1995  |          |
| 20 000 pesos                                                       | 140 × 70 mm |                 | Zafiro           | Julio Garavito Armero        | La Luna, figuras geométricas y el cráter Garavito                                               | Julio Garavito Armero        | 23 de julio de 1996    | 2 de diciembre de 1996   |          |
| 50 000 pesos                                                       | 140 × 70 mm |                 | Púrpura y blanco | Jorge Isaacs                 | Fragmento de la novela María. Imagen de la Hacienda El Paraíso, El Cerrito                      | Jorge Isaacs                 | 7 de agosto de 2000    | 24 de noviembre de 2000  |          |

| Billetes colombianos retirados |             |                 |                 |                              | |                       |                       |          |
| Valor                          | Dimensiones | Color principal | Color principal | Descripción                  | Descripción                                                                                           | Descripción           | Fecha de              | Fecha de |
| Valor                          | Dimensiones | Color principal | Color principal | Anverso                      | Reverso                                                                                               | Marca de agua         | Impresión             | Recogida |
| 1 peso oro                     | 140 × 70 mm |                 | Índigo          | Bolívar y Santander          | Cóndor de los Andes, ave emblemática de Colombia, Sierra Nevada de Santa Marta y Salto del Tequendama | No tiene              | 12 de octubre de 1959 | 1977     |
| 2 pesos oro                    | 140 × 70 mm |                 | Morado          | Policarpa Salavarrieta       | Balsa muisca de la leyenda de El Dorado                                                               | No tiene              | 1 de enero de 1972    | 1978     |
| 5 pesos oro                    | 140 × 70 mm |                 | Verde oscuro    | José María Córdova           | Castillo San Felipe de Barajas, Cartagena                                                             | No tiene              | 2 de enero de 1961    | 1982     |
| 10 pesos oro                   | 140 × 70 mm |                 | Morado          | Antonio Nariño               | Parque Arqueológico de San Agustín, Huila                                                             | No tiene              | 20 de julio de 1963   | 1982     |
| 20 pesos oro                   | 140 × 70 mm |                 | Naranja         | Francisco José de Caldas     | Diversas piezas arqueológicas pertenecientes al Museo del Oro                                         | No tiene              | 12 de octubre de 1966 | 1984     |
| 50 pesos oro                   | 140 × 70 mm |                 | Morado          | Camilo Torres Tenorio        | Orquídea (Cattleya trianae), flor nacional de Colombia                                                | Camilo Torres Tenorio | 2 de enero de 1969    | 1987     |
| 100 pesos oro                  | 140 × 70 mm |                 | Púrpura         | Francisco de Paula Santander | Capitolio Nacional, Bogotá                                                                            | La libertad.          | 1 de enero de 1977    | 1984     |
| 100 pesos oro                  | 140 × 70 mm |                 | Naranja         | Antonio Nariño               | Villa de Leyva, Boyacá                                                                                | Antonio Nariño        | 1 de enero de 1983    | 1993     |
| 200 pesos oro                  | 140 × 70 mm |                 | Verde oscuro    | Simón Bolívar                | Recolector de café                                                                                    | Simón Bolívar         | 20 de julio de 1974   | 1984     |
| 200 pesos oro                  | 140 × 70 mm |                 | Verde oscuro    | José Celestino Mutis         | Claustro del Colegio Mayor de Nuestra Señora del Rosario, Bogotá                                      | José Celestino Mutis  | 1 de abril de 1983    | 1993     |
| 500 pesos oro                  | 140 × 70 mm |                 | Verde y Café    | Francisco de Paula Santander | Catedral de Sal de Zipaquirá                                                                          | Perfil.               | 20 de julio de 1977   | 1984     |
| 500 pesos oro                  | 140 × 70 mm |                 | Café            | Francisco de Paula Santander | Casa de la Moneda, Bogotá                                                                             | Perfil                | 20 de julio de 1981   | 1994     |
| 1000 pesos oro                 | 140 × 70 mm |                 | Gris            | José Antonio Galán           | Casa de Nariño, Bogotá                                                                                | José Antonio Galán    | 1 de abril de 1979    | 1984     |
| 1000 pesos                     | 140 × 70 mm |                 | Turquí          | Simón Bolívar                | Monumento a los Héroes del Pantano de Vargas, Boyacá                                                  | Simón Bolívar         | 1 de enero de 1982    | 1997     |
| 2000 pesos oro                 | 140 × 70 mm |                 | Marrón          | Simón Bolívar                | Paso del Ejército Libertador por el páramo de Pisba, obra de Francisco Antonio Cano                   | Simón Bolívar         | 24 de julio de 1983   | 1994     |
| 5000 pesos oro                 | 140 × 70 mm |                 | Púrpura         | Rafael Núñez                 | Miguel Antonio Caro, el escudo y los estados que conformaban los Estados Unidos de Colombia           | Rafael Núñez          | 5 de agosto de 1986   | 1994     |
| 10 000 pesos oro               | 140 × 70 mm |                 | Café            | Indígena emberá              | Aves de la fauna colombiana y el mapa de Waldseemüller (1507)                                         | Indígena emberá       | 1992                  | 1994     |

## Propuestas de reconversión
En varias ocasiones se han presentado proyectos de ley para cambiar la denominación del peso colombiano, para «quitarle ceros» a la moneda y llamarla temporalmente «Nuevo Peso», sin embargo el proyecto ha sido rechazado en varias ocasiones por motivos políticos y económicos (altos costos) que lo hacen impráctico.
Un proyecto de ley con este cambio fue presentado en 2010 y rechazado en octubre de 2011 por el Senado de la República, sin embargo es de anotar que a lo largo del tiempo, ninguno de los proyectos presentados han contado con serias posibilidades para realizar este cambio, siendo en su mayoría proyectos que se quedan en primer debate y son rechazados por una amplia mayoría por el amplio desconocimiento de la iniciativa, aparte de las falsas creencias de reducción de valor en el circulante.
El 19 de septiembre de 2012, el presidente Juan Manuel Santos decide retomar la idea y la respalda argumentando que se trata de una tendencia global e imprescindible para reducir costos en la contabilidad, la cual no restaría valor al peso sino que lo fortalecería.
En marzo de 2016, en el lanzamiento del billete de 100 000 pesos y con él, el lanzamiento de la nueva familia de billetes, el ministro del Hacienda Mauricio Cárdenas aseguró que el diseño de los nuevos billetes está encaminado a que los tres ceros del peso se eliminen hacia el futuro y que se pueda hacer la transición sin costos adicionales. Por esta razón, en la nueva familia de billetes aparece el número correspondiente al valor del billete sin los tres últimos ceros pero seguido de la palabra «MIL» en letras para que cuando se eliminen los tres ceros, entonces el único valor que tendrán los billetes será sin los tres ceros. Por ejemplo, en el billete de 100 000 pesos aparece la denominación como «100 MIL PESOS» que finalmente se transformaría en «100 PESOS» sin hacer necesario el cambio de diseño de los billetes.
Ya dicho cambio que habría sido favorecido por temas legales fue nuevamente debatido en el congreso de la república de Colombia, con una nueva ponencia en el mes de marzo del año 2018. El 20 de junio de 2018, en la Cámara de Representantes, se aprobó en segundo debate el proyecto de ley 231 para la reconversión monetaria. Sin embargo, la iniciativa no prosperó con el nuevo gobierno, pues por recomendación de Fedesarrollo este proceso se debería realizar de forma gradual.

### Reconversión de monedas de otros países latinos
La moneda en la historia al igual que en otros países le han sido eliminado ceros a causa de la reconversión de su moneda así como también ha sufrido cambios de nombres en su unidad monetaria.
- Argentina:[55]
  - 1970, Dos ceros.
  - 1983, Cuatro ceros.
  - 1985, Tres ceros.
  - 1992, Cuatro ceros.
- Bolivia:[55]
  - 1963, Tres ceros.
  - 1987, Seis ceros.
- Brasil:[55]
  - 1942, Tres ceros. (Cruzeiro antiguo)
  - 1967, Tres ceros. (Cruzeiro novo)
  - 1986, Tres ceros. (Cruzado)
  - 1989, Tres ceros. (Cruzado novo)
  - 1990, Tres ceros.
  - 1993, Tres ceros. (Cruzeiro real)
  - 1994. (Real brasileño)

- Chile:[55]
  - 1960, Tres ceros.
  - 1975, Tres ceros.
- México:[55]
  - 1993, Tres ceros.
- Nicaragua:[55]
  - 1988, Tres ceros. (Segunda Córdoba)
  - 1991, Seis ceros. (Tercera Córdoba)
- Perú:[55]
  - 1985, Tres ceros. Inti (moneda)
  - 1991, Seis ceros. Sol (moneda de Perú)
- Uruguay:[55]
  - 1973, Tres ceros.
  - 1993, Tres ceros.
- Venezuela:[55]
  - 2008,Tres ceros. (Bolívar Fuerte)
  - 2018, Cinco ceros. (Bolívar Soberano)
  - 2021, Seis ceros. (Bolívar Digital)[56]

## Uso en Venezuela
La crisis económica y la Hiperinflación en Venezuela causaron que a mediados de 2015 se empezara a usar el peso colombiano junto con el dólar estadounidense como medio de ahorro, pero ya desde 2017 empezó a tener uso de forma corriente (aunque no de forma legal) en las zonas fronterizas de Venezuela. Aunque el peso es aceptado en gran parte de Venezuela, tiene un rol secundario tras el dólar estadounidense, salvo en Táchira, donde es la principal divisa de la economía, representando el 94 % de las transacciones. La pesificación empieza a tomar un ámbito legal tras la autorización de apertura de cuentas bancarias en Táchira en pesos. Las autoridades venezolanas algunas veces han logrado detener algún contrabando de pesos colombianos en efectivo.